# Ipaspisti

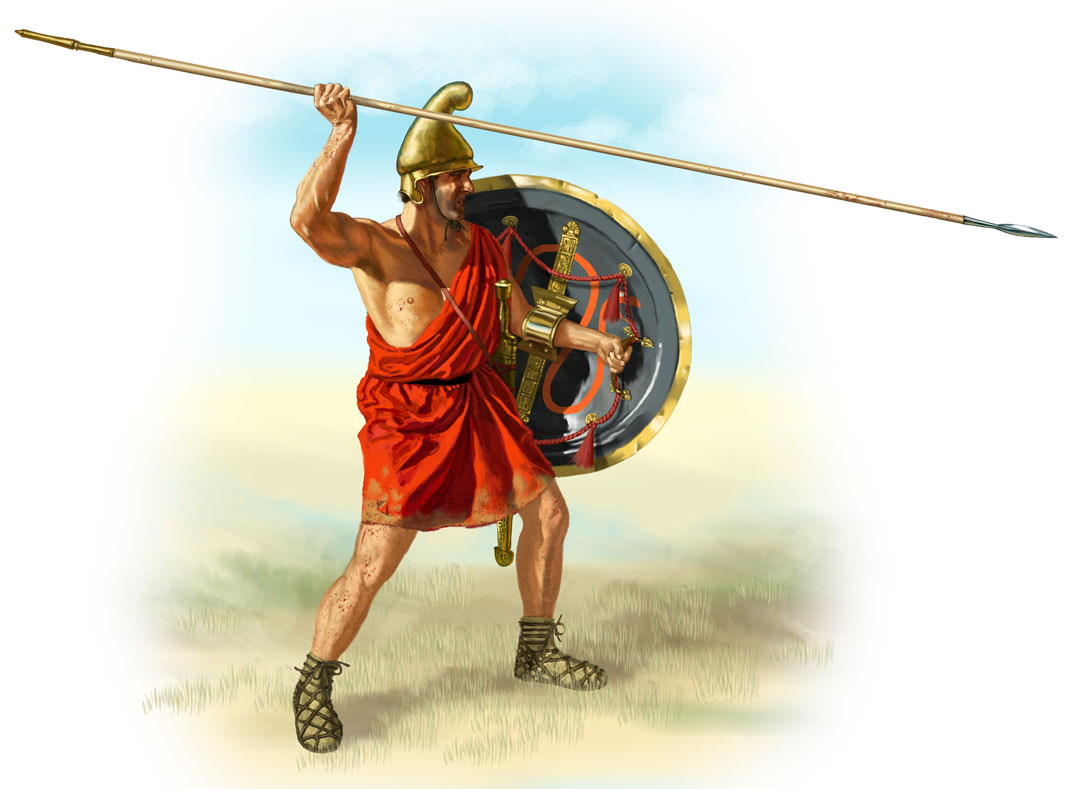
Ipaspista, ricostruzione

Gli Ipaspisti o hypaspistai (in greco antico: ὑπασπισταὶ τῶν ἑταίρων?, hypaspistài tṑn hetàirōn, "portatori degli scudi dei compagni") erano reparti oplitici scelti nell'esercito macedone di Filippo II di Macedonia, di suo figlio Alessandro Magno e in quello dei suoi successori, i Diadochi.
Gli ipaspisti erano truppe versatili, efficaci sia in difesa che nel distruggere reparti di fanteria pesante nemica, grazie anche alla elasticità della loro formazione. Inoltre venivano utilizzati anche in azioni tipo "commando" come incursioni notturne o scalate di mura nemiche.

## Equipaggiamento
L'armamento degli ipaspisti consisteva in una ἀσπίς aspìs (scudo), una σπολάς spolàs (corazza), un elmetto, schinieri, una lancia un po' più lunga del consueto δόρυ dory in uso agli opliti greci ed una spada (ξῖφος xìphos). L'equipaggiamento, specialmente dei veterani, poteva essere anche più ornato.

## Schieramento
In battaglia, gli ipaspisti venivano schierati nella falange macedone alla destra dei fanti armati con le lunghissime sarisse, i pezeteri (o "compagni a piedi"). Questa posizione era motivo d'onore nella maggior parte degli eserciti greci, per via della natura stessa della falange: un soldato in una tale formazione si affidava allo scudo del milite che si trova alla propria destra, per coprire la propria parte destra del corpo e sia per proteggere parzialmente la propria sinistra, sia il compagno alla propria sinistra (va notato infatti, che ai falangiti erano necessarie entrambe le mani per reggere la sarissa, e quindi avevano lo scudo legato sull'avambraccio che non usavano). Così il fianco destro della falange era sempre il meno protetto e debole, poiché non vi era più altro scudo. Per controbilanciare questo svantaggio, tradizionalmente nelle armate greche gli uomini migliori e maggiormente abili dell'unità erano posizionati proprio sul fianco destro. Questo rimedio poteva però essere applicato generalmente anche allo schieramento da battaglia e non solo ad ogni singola unità, e nel caso macedone gli ipaspisti assumevano questo ruolo, fronteggiando i nemici che tentavano di aggirare sul fianco la falange - compito in cui eccellevano grazie alle loro lance più corte e maneggevoli, all'abilità nella spada e agli scudi molto più larghi di quelli dei falangiti - che altrimenti, per la propria carenza di mobilità, si sarebbe trovata in difficoltà.
La mobilità degli ipaspisti venne sfruttata tatticamente, con risultati significativi, in scontri come la Battaglia di Cheronea (338 a.C.). Guardie personali e truppe d'élite di Alessandro, furono da lui utilizzate estensivamente per ogni sorta di missione, come l'assalto alle fortificazioni o il supporto alle truppe leggere nel terreno accidentato. Tuttavia, dopo che Alessandro raggiunse l'India, i dettagli su questi soldati divennero sempre più rari per poi riapparire sotto varie forme nei regni dei diadochi e con una breve comparsa anche in Epiro con Pirro. Nei regni ellenistici costituivano verosimilmente un quinto dei 10 000 falangiti d'élite (ἀργυράσπιδες argyràspides, "scudi argentati") oppure una sorta di polizia militare o la guardia personale più vicina ai re macedoni.
Tuttavia, nonostante il loro valore, gli ipaspisti furono costretti o ad evolvere l'antiquato modello oplitico nell'est o a scomparire con la caduta dei loro regni nell'ovest, man mano che la potenza militare romana seppe insinuarsi negli scontri fra i diadochi per affermare la propria supremazia e quella della legione nei campi da battaglia del mondo antico.
Gli ipaspisti erano in genere reclutati dall'intero regno piuttosto che su base cantonale; erano l'"esercito del re" piuttosto che l'"esercito del Regno". Alessandro tentò di riorganizzare l'intero esercito su queste linee per rafforzare la sua autorità sull'altrimenti potente fedeltà locale percepita dai suoi uomini. Gli ipaspisti del primo battaglione formavano l'agèma reale ed erano definiti βασιλικοὶ ὑπασπισταί basilikòi hypaspistài ("portatori di scudo del re").